# Children of the Corn V: Fields of Terror
Los niños del Maíz V: Los campos del terror (también llamado Los chicos del maíz 5) es una película de 1998 y la quinta entrega de la serie Los chicos del maíz. Está dirigida por Ethan Wiley. En ella, el líder de esta serie, Ezequiel, es poseído por "El que camina detrás de las filas".

## Argumento
La película inicia durante una noche tormentosa, donde una pareja de granjeros pasan la noche tranquilamente, hasta que de pronto el hombre oye unos ruidos afuera. Al acercarse, descubre a un misterioso niño llamado Ezequiel, reclamándole que esos terrenos son propiedad privada. El granjero intenta detenerlo, pero el niño le lanza un rayo que lo termina matando. Seguidamente ordena a los demás muchachos que ataquen a la esposa de éste, matándola también. Un año antes, Ezequiel fue poseído por una llama diabólica, representación etérea de "El que Camina tras los Sembradíos"
Apenas unos días después, una pareja (Lazlo y Charlotte) se dirigen por la carretera, cuando accidentalmente son atacados por los niños al caer cerca de los maizales y también son brutalmente asesinados. Horas después, los cuatro amigos restantes de ellos (Allison, Kir, Greg y Tyrus) intentar darles alcance, pero se pierden y caen cerca de los mismos maizales, donde Ezequiel y sus dos principales secuaces los reciben de forma hostil. Los cuatro amigos son obligados a caminar un kilómetro hasta el pueblo y así pedir ayuda para su auto estropeado, pero el oficial les dice que no hay ningún remolque que los pueda ayudar. Aburridos de esperar, los cuatro chicos llegan a una casa abandonada (la misma casa de los granjeros del inicio) donde deciden pernoctar. Pronto se nos revela que Allison tuvo un hermano, el cual abandonó su hogar debido a los maltratos del padre y decidió abrazar la fe del culto a "El que Camina tras los Sembradíos", de manera que la muchacha decide ir a buscarlo. Aunque los otros tres inicialmente no quieren ir, luego cambian de parecer y llegan a la granja vecina donde su dueño (David Carradine) es el cuidador de todos los chicos que trabajan ahí. Luego de verse con su hermano, Allison le pide perdón por todo, pero él le dice que ahora tiene un propósito en esta comuna y que además la chica que eligieron para él como su compañera está embarazada y que al cumplir 18 mañana, entregará su vida a la flama de "El que camina tras los Sembradíos" en un enorme silo que continuamente desprende fuego. Por su parte, Kir empieza a convencerse cada vez más de la doctrina pregonada por los niños y ello, más la depresión que sufre por la muerte de su exnovio Cort, la convencen de querer ser parte de ellos.
Al día siguiente, Ezequiel lidera una reunión frente al silo de fuego, para que el hermano de Allison entregue su vida a "El que camina tras los sembradíos", pero el muchacho desiste a último minuto y decide convencer a su novia para dejar juntos el culto. Ezequiel no perdona esto y ordena que lo maten. Kir aprovecha la deserción, para ofrecerse como voluntaria, entrando en el silo de fuego y muriendo en el sacrificio. Mientras tanto, el hermano de Allison es perseguido y finalmente apuñalado, quedando gravemente herido. Allison pronto comprende que lo que su hermano quería era prevenirla de que se vaya del pueblo, pues el peligro estaba latente, no por el dueño de la finca, sino por Ezequiel, de quien descubrimos luego que es quien manipulaba al dueño con una fuerza siniestra mental y tras matarlo, también mata al oficial. Allison huye por su vida y regresa al silo de fuego con refuerzos que incluían bomberos. Por desgracia todos ellos mueren debido a que el fuego del silo se sale de control y los quema vivos. A duras penas, Allison huye y se encuentra con Greg y Tyrus. Los tres intentan huir, pero pronto se ven acorralados en un establo, el mismo donde Allison encuentra a su hermano moribundo quien le dice "combate al fuego con fuego", indicándole que la única forma de derrotar a Ezequiel era a través del silo. El muchacho muere y Allison llora su pérdida. Tyrus y Greg también corren la misma suerte luego de que los dos secuaces más sanguinarios de Ezequiel los atacan, pero el segundo aprovecha una fuga de gasolina, para hacerlos explotar con él. Allison está por apagar el fuego en el silo, pero Ezequiel la ataca por atrás y ambos forcejean un buen rato hasta que finalmente Allison hiere en la mano al niño maligno y lo lanza dentro del silo, quemándolo. Finalmente ella extingue el fuego con maíz y la pesadilla se acaba de una vez.
Por último, Allison decide hacerse cargo del hijo de su fallecido hermano, el cual, al parecer, lleva el alma de "El que camina tras los sembradíos"

## Reparto
- Stacy Galina es Allison.
- Alexis Arquette es Greg.
- Eva Mendes es Kir.
- Adam Wylie es Ezekial.
- Greg Vaughan es Tyrus.
- Ahmet Zappa es Lazlo.
- David Carradine es Luke Enright.
- Olivia Burnette es Lily.